# Catherine Fulop

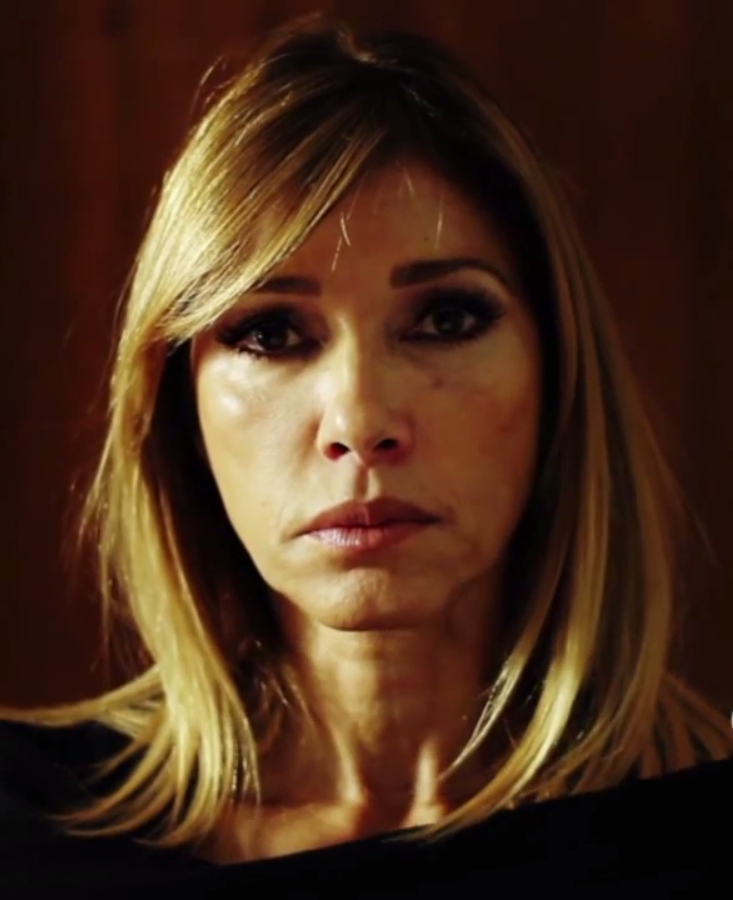
Catherine Fulop (2014)

Catherine Fulop (* 11. März 1965 in Caracas) ist eine venezolanische Schauspielerin.
Fulop ist die fünfte Tochter einer venezolanischen Mutter und eines ungarischen Vaters, die nach dem Zweiten Weltkrieg nach Venezuela auswanderten. Sie hat sechs Schwestern und einen Bruder.
1986 nahm sie als Vertreterin des Staates Vargas am venezolanischen Schönheitswettbewerb "Miss Venezuela 1986" teil und wurde als vierte Finalistin ausgewählt. 1986 nahm sie am venezolanischen Schönheitswettbewerb "Miss Latin America" teil und wurde als dritte Finalistin ausgewählt.
Fulop begann ihre Fernsehkarriere 1987 in der Fernsehserie Roberta, in der sie eine kleine Rolle spielte.

## Filmographie
- 1987: Roberta
- 1987: Mi amada Beatriz
- 1988: La muchacha del Circo
- 1988: Amor Marcado
- 1988/89: Abigail
- 1990/91: Pasionaria
- 1990/91: Mundo de fieras
- 1993/94 Déjate querer
- 1994: ¡Grande, pa!
- 1994: Cara bonita
- 2002/03: Rebelde Way – Leb dein Leben
- 2004: La niñera
- 2005: ¿Quién es el Jefe?
- 2009: Los exitosos Pells
- 2010: La mujer perfecta
- 2011: Porque te quiero así